# Larry Gales
Lawrence Bernard „Larry“ Gales (* 25. März 1936 in New York City; † 12. September 1995 in Symar, Kalifornien) war ein US-amerikanischer Jazzmusiker (Kontrabass, Cello).

## Leben und Wirken
Larry Gales begann im Alter von elf Jahren gemeinsam mit seinem Verwandten George Duvivier mit dem Bassspiel und spielte in den nächsten Jahren in verschiedenen Bands Kontrabass und Cello. Ab 1956 studierte er an der Manhattan School of Music. Nach Stationen bei Steve Pulliam (1959), J. C. Heard (1960) und Buddy Tate (1960) arbeitete er mit Eddie „Lockjaw“ Davis, Eddie Harris/Johnny Griffin, Herbie Mann, Junior Mance, Jack McDuff, Sonny Stitt/Red Holloway, Bennie Green und Joe Williams. 
Von 1964 bis 1969 gehörte er dem Quartett von Thelonious Monk an, ging mit ihm auf zahlreiche Tourneen und wirkte an dessen Alben der Columbia-Ära wie Live at the It Club, Straight No Chaser, Underground sowie seinen Einspielungen mit den größeren Formationen 1967/68 mit. Daneben spielte er in der gleichen Zeit mit Mary Lou Williams (Black Christ of the Andes; 1964). 
1969 zog Gales nach Los Angeles, wo er vorwiegend mit Musikern der dortigen Szene wie Erroll Garner, Willie Bobo, Red Rodney, Harry Sweets Edison, Benny Carter (auch Japantournee), Blue Mitchell, Clark Terry, Eddie „Cleanhead“ Vinson und Kenny Burrell spielte. wirkte 1977 bei Dave Frishbergs   Album Getting Some Fun Out of Life mit. Mit Burrell trat er auch im New Yorker Village Vanguard auf. 1990 nahm Larry Gales mit A Message from Monk sein einziges Album unter eigenem Namen auf, das außer seiner eigenen Komposition A Message from the High Priest aus Monk-Stücken bestand; Mitmusiker waren dabei Junior Cook, Ben Riley, Claudio Roditi, Benny Green und Steve Turre. 1993 trat er in dem Fernsehfilm The Morning After auf.

## Lexikalische Einträge
- Richard Cook & Brian Morton: The Penguin Guide to Jazz Recordings London, Penguin, 2006; ISBN 0-141-02327-9 (8. Auflage)
- Leonard Feather, Ira Gitler: The Biographical Encyclopedia of Jazz. Oxford University Press, New York 1999, ISBN 0-19-532000-X.